# Dejah Thoris
Dejah Thoris é uma personagem fictícia, criada por Edgar Rice Burroughs da série literária de ficção cientifica, Barsoom (também conhecida como John Carter de Marte). Princesa de Helium, em Marte (planeta que é designado pelos seus habitantes de Barsoom), filha de Mors Kajak e neta de Tardos Mors, Jeddak de Helium, Dejah Thoris é o interesse amoroso e mais tarde esposa de John Carter, um terráqueo misticamente transportado para o Marte (Barsoom). Dejah, membro da raça marciana "homens vermelhos", torna-se subsequentemente mãe de Carthoris e filha de Tara. Ela desempenha o papel da donzela em perigo convencional que é resgatada de vários inconvenientes. Contudo, é também retratada como uma competente e capaz  aventureira de seu próprio direito, plenamente apta a se defender e sobreviver por conta própria nas terras perdidas de Marte.

## Características
Segundo a descrição de Burroughs, Deja Thoris é uma mulher de "rosto oval e bonito ao extremo" com a pele de uma cor de cobre avermelhado claro e cabelos negros. Assim como as demais raças de Barsson, a princesa despreza o uso de roupas, cobrindo o corpo com jóias e ornamentos bem forjados.

## Histórias em quadrinhos
Dejah Thoris já apareceu em inúmeras adaptações como nas pranchas dominicais e várias série de quadrinhos que caracterizam seu marido John Carter de em 1995. Ela é mencionada na primeira edição do quadrinho The League of Extraordinary Gentlemen, Volume II, durante uma conversa entre John Carter e Gullivar Jones.
Ela é uma personagem de destaque na série "Warlord of Mars", minissérie em quadrinhos publicada em 2010-11 pela Dynamite Entertainment, baseada na obra "A Princess of Mars". Ela aparece pela primeira vez na edição 4. Dejah Thoris também é a personagem principal na spinoff "Warlord of Mars: Dejah Thoris", que apresenta a história da personagem 400 anos antes de "A Princess of Mars" e retrata o papel de Dejah na ascensão ao poder do Reino de Helium, bem como seu primeiro pretendente. Em 2012, a Dynamite publica a minissérie Dejah Thoris & the White Apes of Mars, na trama, Thoris fica presa em um sítio arqueológico e enfrenta os macacos brancos.

## Filmes

Lynn Collins interpreta a personagem no filme John Carter, de 2012.

A personagem foi protagonista em dois filmes baseados na obra de Burroughs.
Em 2009 a personagem foi interpretada por Traci Lords no filme "Princess of Mars", lançado diretamente em vídeo.

### Disney
Em 2012 a Disney lançou uma adaptação da série para o cinema, intitulada "John Carter", com a personagem sendo interpretada pela atriz americana Lynn Collins. Diferentemente da obra original, no filme, Thoris é filha de Tardos Mors e não neta.
Como integrante da raça dos "homens vermelhos", no filme foi adotado como característica desse povo o uso de tatuagens (ou pinturas) nessa cor, por todo o corpo. Para conseguir esse resultado, a atriz teve que passar várias horas diariamente por um processo de maquiagem.
Para o traje de noiva de Dejah Thoris, utilizado no filme, foram aplicados à mão mais de 120.000 cristais Swarovski.